# Miłek (szczyt)
Miłek (niem. Mühlberg) – niewielki masyw z kilkoma wierzchołkami (569, 596, 573 m n.p.m.) w zachodniej części Grzbietu Wschodniego w Górach Kaczawskich, położony nad Wojcieszowem Górnym.
Od wschodu łączy się z Osełką i Żeleźniakiem. Jego trzy kulminacje mają odrębne nazwy. Są to Młyniec, Cisowa i Wroniec. Na szczytach i na zboczach występują skałki, bloki skalne i rumowiska skalne. Zbocza są strome, a zachodnie i południowo-zachodnie – podcięte wyrobiskami kamieniołomów, w których wydobywano marmury.
Zbudowany jest ze staropaleozoicznych skał metamorficznych – zieleńców i łupków zieleńcowych, fyllitów, łupków albitowo-serycytowych i kwarcowo-serycytowych, marmurów (wapieni krystalicznych) oraz keratofirów i porfiroidów (skał metamorficznych pochodzenia wulkanicznego), należących do metamorfiku kaczawskiego. Największe rozprzestrzenienie mają wapienie krystaliczne, budujące najwyższe wzniesienia, zaś nieco mniejsze – zieleńce. Pozostałe skały mają podrzędne znaczenie. Na zboczach występują gliny i rumosze skalne.
W marmurach występują zjawiska krasowe – żłobki krasowe, leje krasowe i jaskinie, m.in. „Aven w Miłku”, „Schron Miłek I”, „Schron Miłek II”, „Dziura w Brzezinach”, „Jaskinia Ukośna”.
Porośnięty starym lasem bukowym z domieszką świerka, sosny, modrzewia, dębu, klonu, jaworu, brzozy i jarzębiny. W runie leśnym występują m.in. wawrzynek wilczełyko, lilia złotogłów, śnieżyczka przebiśnieg, przylaszczka, pierwiosnek, miesiącznica trwała, storczyki. Ograniczone widoki na Wojcieszów i Górę Połom występują ze skałek na szczycie Młyńca.
Szczyt objęty jest rezerwatem „Miłek” o powierzchni 141,39 ha.